# Operation Source
Operation Source war die Bezeichnung einer während des Zweiten Weltkriegs gegen die deutschen Schiffe Tirpitz, Scharnhorst und Lützow gerichteten und mit Kleinst-U-Booten, sogenannten midgets, durchgeführten Unternehmung der britischen Marine im Jahr 1943. Die Hälfte der eingesetzten Kleinst-U-Boote ging auf der Anfahrt verloren, eines brach die Fahrt wegen technischer Mängel ab, und zwei erreichten das deutsche Schlachtschiff Tirpitz, das durch Sprengminen schwer beschädigt wurde.

## Vorgeschichte

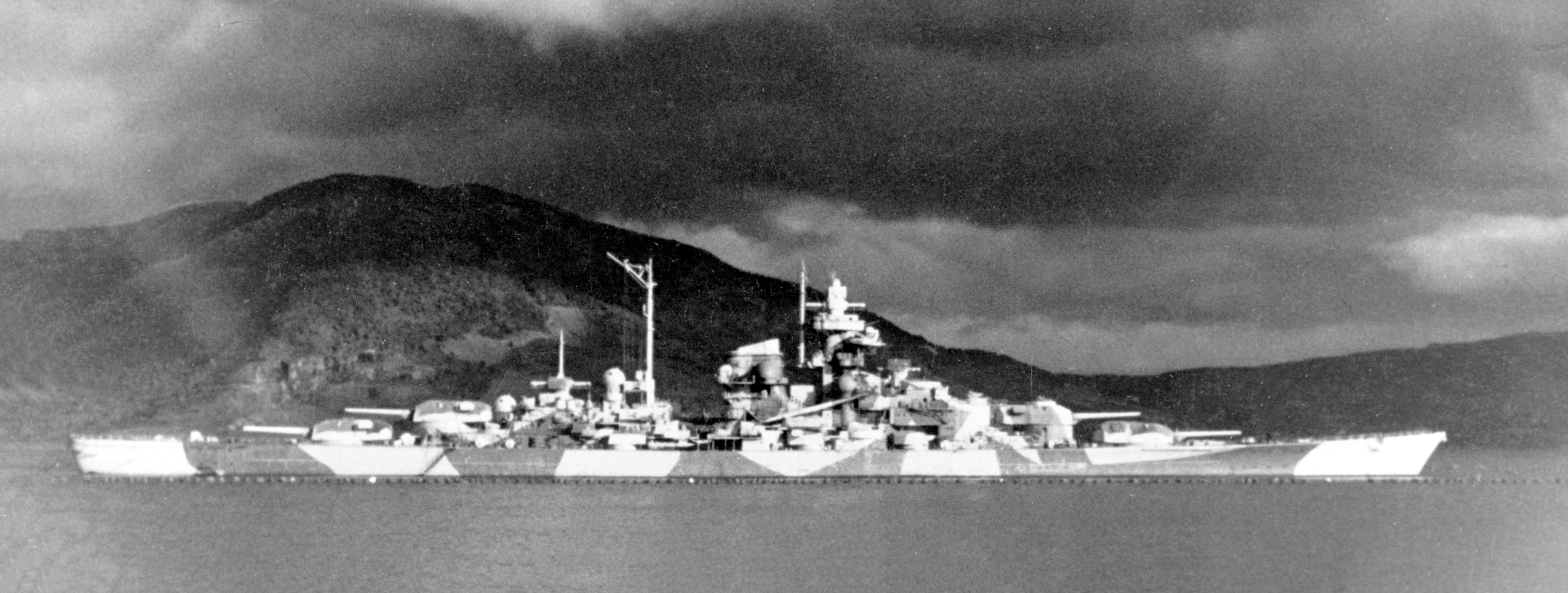
Die Tirpitz in der Bogenbucht

Die Tirpitz verlegte im Januar 1942 nach Norwegen und bedrohte seitdem, unter anderem vom nord-norwegischen Fættenfjord und später vom Altafjord aus, die Route der alliierten Nordmeergeleitzüge und erschwerte der britischen Admiralität somit sowohl Planung als auch Durchführung der Konvois. Da der Royal Navy kein Kampfschiff zur Verfügung stand, das die Tirpitz herausfordern konnte, musste für jeden Geleitzug eine effiziente und starke Fernsicherung aus mehreren großen Schiffen organisiert und bereitgestellt werden, was erhebliche Kräfte und Mittel band. Diese effiziente Stellung des deutschen Schiffes – entsprechend dem Konzept der Fleet-in-being – veranlasste den Historiker Roskill später zu der wertenden Frage: „… ob jemals ein einzelnes Schiff durch seine bloße Anwesenheit einen derart großen Einfluss auf die strategische Planung zur See ausgeübt hatte.“ Zusätzlich zu der Bindung der gegnerischen Schiffe, deren Einsatz durch die ständige Bedrohung der Geleitzüge notwendig war, zwang die Anwesenheit der Tirpitz die britischen Streitkräfte, einen weiteren erheblichen Teil ihrer See- und Luftstreitmacht für ihre Zerstörung aufzuwenden. Mit der Verlegung, nach Reparaturen im nahen Lofjord, vom Fættenfjord bei Trondheim in den Kåfjord, einen Seitenarm des Altafjords, gelangte das Schiff im März 1943 schließlich außer Reichweite der britischen Flugzeuge.

## Planung

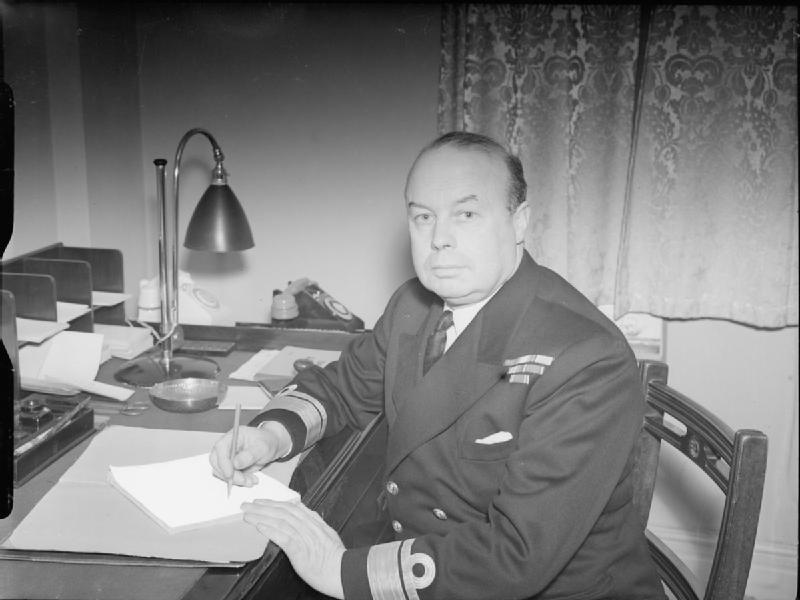
Rear Admiral Claud Barry plante die Unternehmung

Nachdem ein Angriff mit bemannten Torpedos im Sommer des Jahres 1943 fehlgeschlagen war, da diese Gefährte bei Grundkontakt mit dem schroffen Fels des norwegischen Fjords buchstäblich auseinandergefallen waren, plante die britische Admiralität, den nächsten Angriff durch Kleinst-U-Boote der X-Klasse ausführen zu lassen. Aufbauend auf der Konzeption seines Stabschefs, LtCdr Davies, erwog Sir Barry, Befehlshaber der britischen U-Boote, zunächst, die Kleinst-U-Boote entweder durch Kutter zu ihrem Einsatzort schleppen oder den Weg aus eigener Kraft unter Verwendung zusätzlicher Treibstofftanks zurücklegen zu lassen. Schließlich entschloss er sich für den Einsatz von sechs U-Booten der S- und T-Klasse, von denen jedes jeweils eines der Kleinst-U-Boote in Schlepp nehmen sollten. Barry und Davies waren zudem darin übereingekommen, jedes der eingesetzten X-Boote mit zwei Besatzungen zu bemannen: einer, die für die Überfahrt an Bord war, und einer, die zunächst auf dem schleppenden großen U-Boot mitfuhr und dann am Einsatzort in das midget wechselte und ausgeruht den Angriff übernahm. Alle Besatzungen der insgesamt zwölf beteiligten Boote zusammengerechnet, kam die eingesetzte Mannstärke der Operation Source auf 400 Mann.
Am Nachmittag des 11. September stach die kleine Flotte von Loch Cairnbawn, einer schmalen Bucht an der schottischen Westküste, wo die X-Boote stationiert waren, aus in See.

## Durchführung

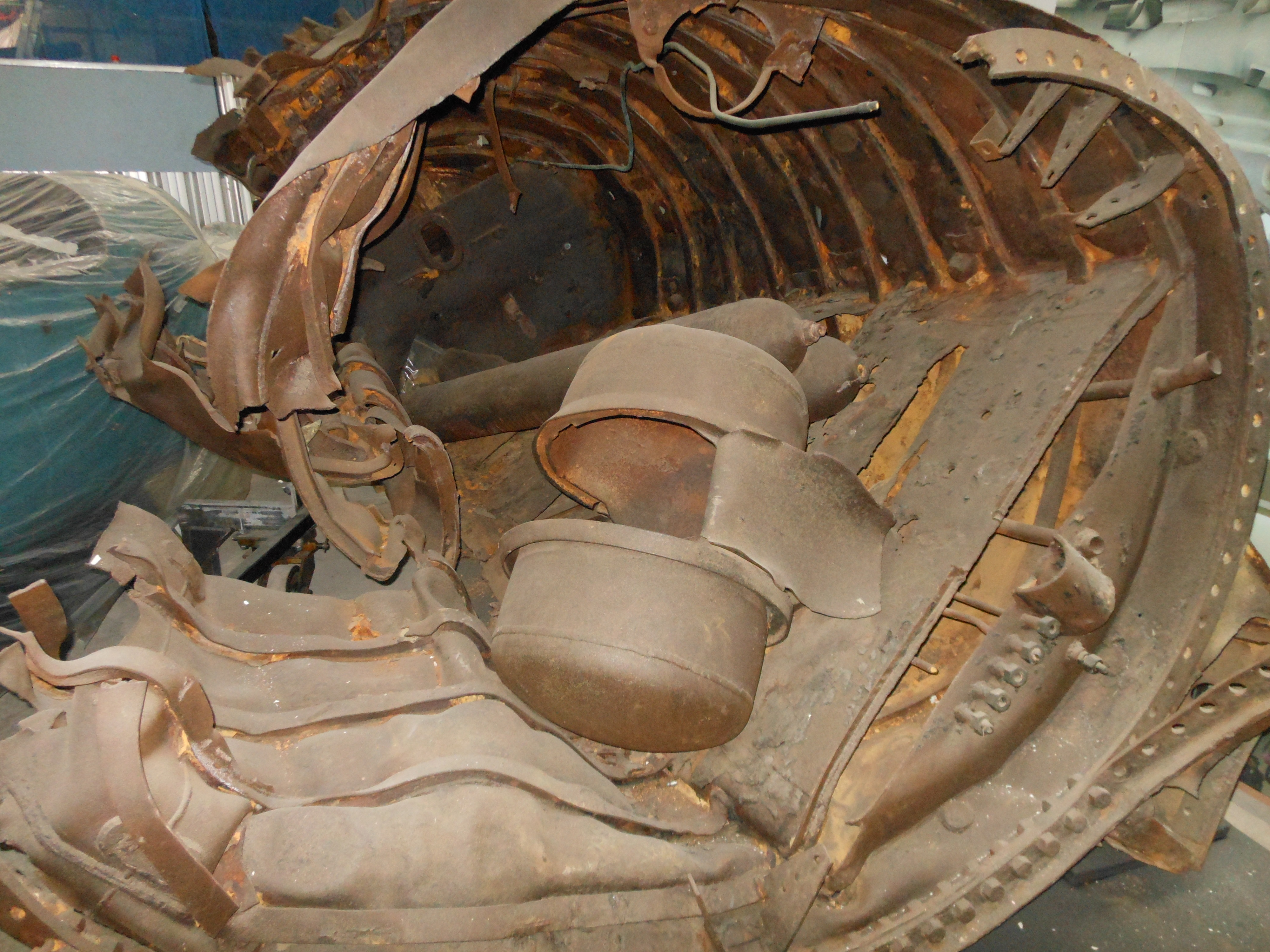
Wrack von X7, gehoben im Jahr 1973

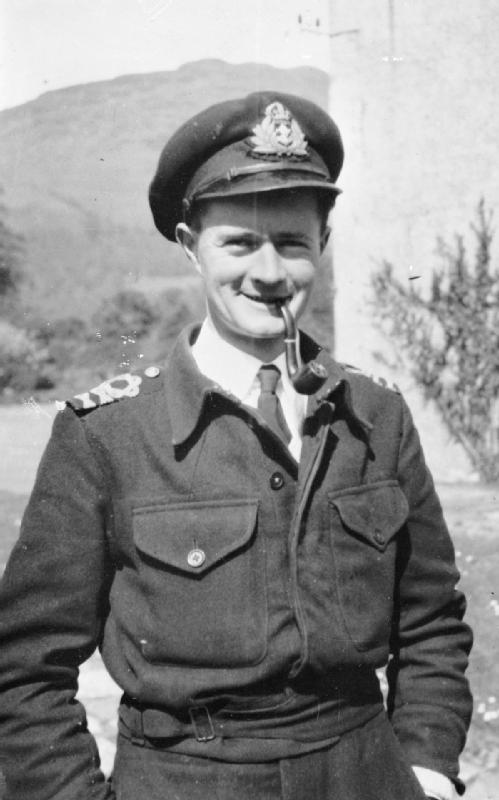
Donald Cameron, Kommandant von X 6

Drei der midgets waren zum Angriff auf die Tirpitz bestimmt, zwei weitere sollten die Scharnhorst und eines die Lützow attackieren. Letzteres, das Kleinst-U-Boot mit der Kennung X 8, musste versenkt werden, nachdem die schadhaften Sprengminen beim Versuch sie abzuwerfen überraschend detoniert waren und das midget stark beschädigt hatten. Eines der beiden  für den Angriff auf die Scharnhorst vorgesehenen Boote,  X 9, ging ebenfalls bereits auf dem Anmarsch verloren, als die Verbindung zum schleppenden U-Boot riss und das Kleinst-U-Boot in der schweren See mit der gesamten Überführungs-Besatzung versank. Das andere midget erreichte zwar den Einsatzort, fand das deutsche Schlachtschiff aber nicht vor. Die Scharnhorst hatte am Vortag den Fjord für ein Übungsschießen verlassen und nach ihrer Rückkehr nicht den üblichen Ankerplatz aufgesucht.  Da die Besatzung des Kleinst-U-Bootes nun zudem mittlerweile zahlreiche technische Ausfälle bemerkt hatte, entschloss sich der britische Kommandant, zum U-Boot zurückzukehren. X 5, eines der auf die Tirpitz angesetzten Kleinst-U-Boote, ging vermutlich durch einen Artillerietreffer des Schlachtschiffes verloren. Nur zwei der ausgesandten midgets erreichten ihr Ziel und drangen im Kielwasser eines zurückkehrenden Mannschaftsbootes in den „Netzkasten“ der Tirpitz ein. Den Besatzungen dieser Kleinst-U-Boote gelang es, Sprengminen, sogenannte Grundminen, unterhalb des Rumpfes abzulegen. Da sich X 6, das von der Besatzung Piker genannt wurde, nach dem Gewichtsverlust durch Ablegen der Minen nun nicht mehr effizient trimmen ließ, entschied sich der Kommandant Donald Cameron, die Besatzung aussteigen zu lassen und das Boot aufzugeben. Er und seine Mannschaft ergaben sich dem deutschen Leutnant der Wache, der inzwischen eigenmächtig die Kommandantenbarkasse der Tirpitz unter sein Kommando gestellt und das Kleinst-U-Boot angesteuert hatte. Auch X 7 hatte seine Sprengminen positioniert und versuchte nun durch den „Netzkasten“ zu entkommen, indem es in die Netze steuerte, dann aber mit voller Kraft abdrehte, um so das Gewebe zu zerreißen. Während dieser belastenden Versuche fielen die Kompasse und der Tiefenmesser aus. Als das Boot dann unbeabsichtigt die Wasseroberfläche durchbrach und deutsche Geschosse die Tauchtanks beschädigten, entschied Kommandant Lt. Basil Place, das Boot aufzugeben und sich zu ergeben.

## Erfolg und Konsequenzen
Inzwischen hatte Kapitän Hans Meyer, Kommandant der Tirpitz, nichts von seinen vier Gefangenen erfahren. Er ließ aber den Rumpf nach Haftminen absuchen, und, um die Wirkung eventueller Grundminen abzuschwächen oder zu neutralisieren, das Schiff verholen. Das Kriegstagebuch der Tirpitz erfasste zwei Explosionen, die sich gegen 10 Uhr 12 Minuten ereigneten. Tatsächlich handelte es sich um vier Detonationen, jeweils zwei wurden gleichzeitig ausgelöst. Die Explosionen beschädigten die Antriebs- und die Feuerleitanlage so nachhaltig, dass die Tirpitz erst sechs Monate später wieder eingesetzt werden konnte. Sechs Briten, unter anderem die Kommandanten der Kleinst-U-Boote, welche die Tirpitz angegriffen und die Explosion „ihrer“ Minen nun an Bord miterlebt hatten, gerieten in deutsche Kriegsgefangenschaft. Da keiner der Beteiligten, die unmittelbar Zeuge des Abschlusses der Unternehmung waren, zurückkehrte, war es der britischen Admiralität zunächst nicht bekannt, welchen Erfolg Operation Source gehabt hatte. Die Luftaufklärung lieferte lediglich Fotos des getroffenen Schlachtschiffs: Die Tirpitz lag offensichtlich inmitten einer Öllache an ihrem alten Ankerplatz, obwohl die anderen beiden Schiffe des Verbands, die Lützow und die Scharnhorst, ihre Position gewechselt hatten. Als ein Funkspruch aufgefangen wurde, in dem Kommandant Meyer um die Entsendung des Truppentransporters Monte Rosa mit einer großen Anzahl Arbeiter zur Reparatur vor Ort bat, wurde der britischen Seite klar, dass die Tirpitz – offensichtlich nicht im Stande Trondheim anzulaufen, geschweige denn nach Deutschland zurückzukehren – erhebliche Schäden erhalten hatte. Lt Cameron und Lt Place, Kommandanten der beiden erfolgreichen midgets  wurde im Februar 1944 das Viktoria-Kreuz verliehen.

„Der Ausfall der Tirpitz für so lange Zeit war von großem militärischem Nachteil“